# Magyar építészirodák listája
Ez a szócikk a Magyarországon működő, vagy működött, legalább két évtizedes múlttal rendelkező (vagy a rendszerváltás előtt alapított) építészeti tervezőirodákat tartalmazza.

## Építészirodák
| alapí- tás | meg- szű- nés | iroda neve                                                 | rövidítése                     | főbb építészek, szakemberek |
| ---------- | ------------- | ---------------------------------------------------------- | ------------------------------ | --- |
| 1993       |               | 4 Plusz Építész Stúdió                                     | 4 plusz                        | Berzsák Zoltán |
| 1973       | 1995          | Mezőgazdasági Tervező és Beruházó Vállalat                 | AGROBER                        | Vendégh Ferenc, Kazareczki Kálmán, Kismarty-Lechner Ödön |
| 1953       | 1973          | Agroterv                                                   | AGROTERV                       | Farkasdi Zoltán |
| 1949       | 1998          | Általános Épülettervező Vállalat                           | ÁÉTV                           | Hübner Tibor, Dul Dezső, dr. Gádoros Lajos |
| 1989       |               | Archikon Arhitects                                         | Archikon                       | Nagy Csaba, Pólus Károly |
| 1996       |               | Bánáti + Hartvig Építésziroda Kft.                         | BH                             | Bánáti Béla, Hartvig Lajos |
| 1960       | 1993          | Baranya Megyei Tanácsi Tervező Vállalat                    | Baranyaterv                    | Csete György, Dévényi Sándor, Asbóth Gyula |
| 1960       | 1995          | Bács-Kiskun Megyei Tervező Vállalat                        | Bácsterv                       | Kerényi József Péter, Farkas Gábor, Boros Pál |
| 1960       | 2000          | Békés Megyei Tervező Vállalat                              | Békésterv                      | Kőrösfalvi Pál, Botyánszki György, Tomka Lajos, Gál István, Nemes Roland                                                                                                   |
| 1960       | 1999          | Borsod Megyei Tervező Vállalat                             | Borsodterv                     | Lux László, Szendrői Jenő, Takács Gyula |
| 1952       | 1997          | Budapesti Városépítési Tervező Iroda                       | BUVÁTI                         | Benjamin Károly, Mester Árpád, Preisich Gábor, Gáspár Tibor, Brenner János                                                                                                 |
| 1960       | 1992          | Csongrád Megyei Tanácsi Tervező Vállalat                   | CSOMITERV                      | Novák István, Maár Márton, Szekeres Mihály, Dobó László |
| 1950       | 1995          | Déldunántúli Tervező Vállalat                              | PÉCSITERV                      | K. Ártner Klára, Hargitai Antal, Bakos János, Kovács Sándor, Marosi Miklós, Schneller Vilmos, Mosdóssy Borbála                                                             |
| 1949       | 1993          | Délmagyarországi Tervező Vállalat                          | DÉLTERV                        | Borvendég Béla, Málnai László, Tarnai István, Tarnai László |
| 1950       | 1993          | Dunaújvárosi Tervező Iroda                                 | DTI                            | Weiner Tibor, Balla József, Baranyai Ferenc |
| 1952       | 1996          | Épületgépészeti és Villamossági Tervező Vállalat           | ÉVITERV                        | Komlós Imre, Horváth Sándor, Bánóczy György |
| 1950       | 1991          | Erőmű- és Hálózattervező Vállalat                          | ERŐTERV                        | Szendy Károly |
| 1950       | 1995          | Északdunántúli Tervező Vállalat                            | Győriterv                      | Winkler Oszkár, Lakatos Kálmán, Fátay Tamás, Hegedüs Ernő |
| 1948       | 2000          | Északmagyarországi Tervező Vállalat                        | ÉSZAKTERV                      | Heckenast Péter, Horváth István, Nagy Zoltán, Dézsi János |
| 1960       | 1992          | Fejér Megyei Tervező Iroda                                 | FMTI                           | Ágostházi László, Bozóky Judit, Spránitz Tibor |
| 1995       |               | Finta és Társai Építész Stúdió Kft.                        |                                | dr. Finta József, Guczogi György, Fekete Antal, Dienes Szabolcs |
| 1950       | 1992          | Fővárosi Mérnöki Tervező Vállalat                          | FŐMTERV                        | Dalmy Tibor, Schulek János, Szécsényi Nagy László |
| 1992       |               | Főmterv Zrt.                                               | Főmterv                        | Schulek András, Keszthelyi Tibor |
| 1961       | 2000          | Győr-Sopron Megyei Tanácsi Tervező Vállalat                |                                | Winkler Gábor, Varga István, Jurcsik Károly |
| 1960       |               | Hajdú-Bihar Megyei Tanácsi Tervező Vállalat                | Hajdúterv                      | Biky Gábor, Gellér Ferenc |
| 1960       | 1993          | Heves Megyei Tanácsi Tervező Vállalat                      | Hevesterv                      | Bozsó Ferenc, Borics László |
| 1948       |               | Ipari Épülettervező Vállalat                               | Iparterv                       | Heckenast Péter, Gyurák László, Major György, Borostyánkői Mátyás |
| 1950       | 2000          | Keletmagyarországi Tervező Vállalat                        | Keletterv                      | Mikolás Tibor, Boruzs Bernát, Kertai László, Gere Mihály, Mohácsi Péter, Palotás Lajos, Lengyel István                                                                     |
| 1953       | 1990          | Kereskedelmi Tervező Iroda                                 | Kerti                          | M. Hejhál Éva, Bajnay Zsolt |
| 1951       |               | Könnyűipari Tervező Vállalat                               | Kipterv, Kipterv TMT Kft.      | Kiss András, Janáky György, Lehr Ferenc, Fónyad Tibor, Góczán János |
| 1951       | 2000          | Komárom Megyei Tanácsi Tervező Iroda                       | Komterv                        | Váczy Hübschl Antal, Homor Kálmán, Csirke József |
| 1947       |               | Középülettervező Vállalat                                  | Közti                          | Azbej Sándor, dr. Gádoros Lajos, dr. Jaklics Ervin, Skoda Lajos, Hübner Tibor, Rimanóczy Gyula, Zalaváry Lajos                                                             |
| 1953       | 1995          | Lakó- és Kommunális Épületeket Tervező Vállalat            | LAKÓTERV                       | Rudnai Gyula, Gyárfás István, Rimanóczy Gyula, Zalaváry Lajos, Zöldy Emil                                                                                                  |
| 1986       |               | Magasépítési Tervező Vállalat                              | MATERV                         | Dobó János, Németh András, Lázár Antal |
| 1981       |               | Makona Építész Tervező és Vállalkozó Kft.                  | MAKONA                         | Makovecz Imre, Koppány Zoltán, Nagy Ervin |
| 1953       |               | MÁV Tervező Intézet                                        | MÁVTI                          | Kővári György, Schneller Vilmos, Siraky Lóránt, Ertl Róbert, Lőrinczy Andor                                                                                                |
| 1948       | 1994          | Mélyépítési Tervező Vállalat                               | MÉLYÉPTERV                     | Péchy Imre, Zsuffa András, Hefkó Mihály, Thoma József, Janzó József |
| 1983       | 1992          | Miskolci Tanácsi Tervező Kisvállalat                       | MISKOLCTERV                    | F. Tóth Géza |
| 1960       | 1987          | Nógrád Megyei Tanácsi Tervező Vállalat                     | NÓGRÁDTERV                     | Sziklai Tibor, Szatmári János, Szarvas Béla, Ladomerszki József, Konkoly Thege Dezső, Szarvas Béla                                                                         |
| 1960       | 1993          | Szabolcs-Szatmár Megyei Tanácsi Tervező Iroda              | NYÍRTERV                       | Bán Ferenc, Kulcsár Attila, Scholtz Béla, Kerepesi Ferenc, Bogár László, Pálosi Lajos                                                                                      |
| 1994       |               | Palatium Stúdió Kft.                                       | PALATIUM                       | Erő Zoltán |
| 1993       |               | Pannonterv-Veszprém Kft.                                   | Pannonterv                     | Halász István, Gózon Imre, Boros Zsombor |
| 1960       | 1994          | Pest Megyei Tanácsi Tervező Vállalat                       | Pestterv                       | Albert Jenő, Török Ferenc, Závodszky István, Sziklai Tibor |
|            |               | Postai Tervező Intézet                                     | POTI                           | |
| 1951       | 1991          | Somogy Megyei Tanácsi Tervező Vállalat                     | Somogyterv                     | Szigetvári György, dr. Stadler József, Lucz Géza, Egyed Tibor, Lőrinczné Szabó Tünde, Lőrincz Ferenc                                                                       |
| 1960       | 1993          | Szolnok Megyei Tanács Tervezővállalata                     | Szolnokterv                    | Kovács József, Bálint András, Vékes Sándor, Kádár Zoltán |
| 1954       | 1989          | Szövetkezeti Tervező Kivitelező és Üzemszervezési Vállalat | Szövterv                       | Makovecz Imre, Kovách István, Honos János, Erdei András |
| 1957       | 1992          | Tolna Megyei Tanácsi Tervező Vállalat                      | Tolnaterv                      | Paszler József, Szablár Béla, Wéber Antal |
| 1961       | 1992          | Tervezésfejlesztési és Típustervező Intézet                | TTI                            | Bozi József, Hegedüs Ernő, Weiner Tibor, Szrogh György, Körner József, Cserba Dezső, Tenke Tibor                                                                           |
| 1948       | 2000          | Út-, Vasúttervező Vállalat                                 | UVATERV                        | Nyiri István, Kelemen László, Hornicsek László, Miskolczy László, Murányi Sándor, Dianóczki János, Czeglédi István, Horváth László, dr. Herczegh Károly, dr. Jaklics Ervin |
| 1960       | 1998          | Vas Megyei Tervező Vállalat                                | VASITERV                       | Károlyi Antal, Bakos Béla, Csángó András, Heckenast János, Mátis Lajos, Fazekas Péter                                                                                      |
| 1949       | 1997          | Városépítési Tudományos és Tervező Intézet                 | VÁTI                           | Rudnai Gyula, Gyárfás Iván, dr. Csáki Norbert, Kálnoki Kis Sándor, Paksy Gábor, dr. Nagy Béla                                                                              |
| 1997       | 2014          | VÁTI Nonprofit Kft.                                        | VÁTI                           | |
| 1950       | 2000          | Vegyiműveket Tervező Vállalat                              | Vegyterv                       | Bencze József, Zemlényi Gusztáv, dr. Somlyó György, Dobó László, Szikszay Gábor, Bíró Imre                                                                                 |
| 1951       | 1993          | Veszprémi Tervező Vállalat                                 | Veszprémterv                   | Ruttkay Gyula, Veszely Géza, Bazsó Lajos, Bozai József, Szarvas Béla, Marton Ferenc                                                                                        |
| 1954       | 1996          | Vízügyi Tervező Vállalat                                   | VIZITERV                       | Környei László, dr. Krempels Tibor, Valló Sándor |
| 1957       |               | Ybl Tervező Kft.                                           | Ybl Miklós Tervező Szövetkezet | Gáspár Kasza Jenő, Tibold Károly, Takács Tibor, Sátori Imre, Várkonyi Viktorné                                                                                             |
| 1951       | 1992          | Zala Megyei Tervező Vállalat                               | Zalaterv                       | Jankovics Tibor, Szerdahelyi Károly, Pelényi Gyula, Baránka József |